# 娜塔莉·霍洛威失踪案
2005年5月30日，年仅18岁的美国少女娜塔莉·安·霍洛威（英語：Natalee Ann Holloway）在荷兰位于加勒比地区岛屿阿鲁巴岛失踪，案件至今未破。霍洛威是阿拉巴马州芒廷布鲁克人士，于5月24日从芒廷布鲁克高中毕业，失踪时正在岛上旅游。案件在美国引起媒体的极大关注。
霍洛威原定于5月30日搭航班回国，但没有赶到机场登机。同学最后一次看到她是在奥拉涅斯塔德的卡洛斯和查理连锁餐馆暨夜总会门外，当时霍洛威上了当地居民约兰·范德斯洛特的车，车上还有迪帕克·卡尔珀和萨蒂什·卡尔珀兄弟俩。三人之后面对质询时都称他们只是送霍洛威回酒店，对她此后的去向一无所知。有关部门经进一步调查先后两次逮捕范德斯洛特、三次逮捕卡尔珀兄弟，怀疑他们同失踪案有关。但由于缺乏证据，三人都未经起诉获释。
在数百名志愿者帮助下，阿鲁巴的侦察人员开展大规模搜索行动寻找霍洛威。联邦调查局派出多名特工参与搜救，另有50名荷兰军人及三架拥有特别配备的荷兰空军F-16战隼战斗机加入。除地面搜索外，还有多名潜水员下海寻找霍洛威的尸体，但始终一无所获。2007年12月18日，阿鲁巴检察机关宣布结案，不会起诉任何嫌疑人。2008年2月1日，阿鲁巴检察机关在获得约兰·范德斯洛特认罪的视频片段后宣布恢复案件调查取证工作，据这段录像显示，范德斯洛特在吸食大麻后声称霍洛威已于2005年5月30日早上死亡，尸体是由他的某个朋友帮忙处理掉。范德斯洛特之后否认自己在视频中的说法属实，之后又在接受格蕾塔·范叙斯特伦采访时称已把霍洛威当性奴隶卖掉，此后又再度否认这一说法的真实性。
霍洛威的双亲批评阿鲁巴警方在案件调查及质询最后看到他们女儿的三名男子期间工作有欠严谨，还呼吁抵制阿鲁巴并得到阿拉巴马州州长鲍勃·赖利支持，但没有获得联邦层面的支持。2012年1月12日，阿拉巴马州法官宣告娜塔莉·安·霍洛威在法律上已经死亡。
2023年6月8日，仍是霍洛威失踪案头号嫌疑人的范德斯洛特被秘鲁当局引渡到美国，面临敲诈及电汇诈骗的审判，两项指控都与霍洛威的案件有关。同年10月18日，范德斯洛特对敲诈指控表示认罪，并承认自己在霍洛威拒绝性交后，用钝器杀死对方。

## 背景

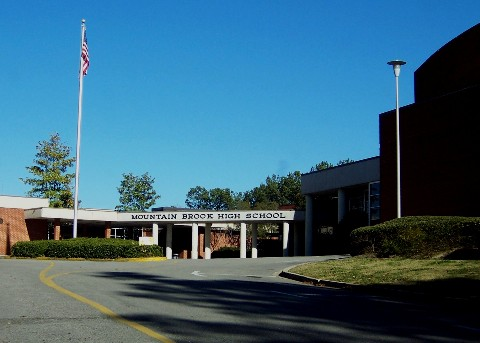
霍洛威从芒廷布鲁克高中（图）毕业后不久便前往阿鲁巴旅游。

娜塔莉·安·霍洛威于1986年10月21日在美国密西西比州海恩兹县的克林顿（Clinton）出生，是父亲大卫·爱德华·“戴夫”·霍洛威（David Edward "Dave" Holloway）和母亲伊丽莎白·安·雷诺兹·“贝丝”·霍洛威（Elizabeth Ann Reynolds "Beth" Holloway）的第一个孩子。1993年父母离异后，霍洛威和弟弟马修（Matthew）由母亲带大。2000年，伊丽莎白再婚，嫁给阿拉巴马州知名商人乔治·“尤格”·特威蒂（George "Jug" Twitty），娜塔莉因此迁居芒廷布鲁克。娜塔莉以优异成绩从芒廷布鲁克高中毕业，是国家荣誉协会成员，曾参加校舞队及其它多项课外活动。她还获得就读阿拉巴马大学的全额奖学金，计划在该校攻读医学预科课程。女儿失踪时，戴夫·霍洛威是密西西比州劳德代尔县县城默里迪恩（Meridian）州立农业保险公司的保险代理人，贝丝·特威蒂则在芒廷布鲁克学校系统工作。

## 失踪
霍洛威于2005年5月24日从位于阿拉巴马州伯明翰富裕郊区的芒廷布鲁克高中毕业，并于5月26日同124名同学一起抵达阿鲁巴，开始为期五天的非正式毕业旅行。共有七名成年人陪同这些学生，据随行教师鲍勃·普拉默（Bob Plummer）所述，陪同人员每天都会同众学子见面，确保事情没有差池。另据组织此次旅行的乔迪·比尔曼（Jodi Bearman）表示，陪同人员并不需要随时掌握所有学生的一举一动。2005年中期至2006年主持案件调查的警察总监格罗尔德·多姆皮格（Gerold Dompig）称，从芒廷布鲁克来的这些学生都是在疯狂地参加聚会，而且大量饮酒，每天都会有很多人在别人的房间过夜。假日酒店为此还向这些学生直言，不欢迎他们明年再来。“至于娜塔莉更是一天到晚喝个没完，有证人称她每天一大早就要喝鸡尾酒，而且喝得太多，有两天根本没去吃早餐。”霍洛威的同学利兹·凯恩（Liz Cain）和克莱尔·菲尔曼（Claire Fierman）也承认同学们的确喝得太多。
同学们最后一次看到娜塔莉是在5月30日（星期一）凌晨1点30分左右，她正同17岁的荷兰优等生约兰·范德斯洛特（Joran van der Sloot）一起离开阿鲁巴当地连锁酒吧暨夜总会卡洛斯和查理（Carlos'n Charlie's）。范德斯洛特是阿鲁巴当地居民，正在阿鲁巴国际学校就读，同行的还有他的两个朋友，来自苏里南的迪帕克·卡尔珀（Deepak Kalpoe，21岁）和萨蒂什·卡尔珀（Satish Kalpoe，18岁），两人是亲兄弟，四人一起坐进迪帕克的车。根据原订日程，霍洛威应该在5月30日深夜搭飞机返回美国，但她没有赶到机场登机，已经打包好的行装和护照都还在酒店房间里。阿鲁巴有关部门开始在岛上各地及近海水域搜索，但一无所获。

## 调查

### 早期侦查
2005年5月30日，尤格·特威蒂和贝丝·特威蒂夫妇在女儿错过返程班机后立即同朋友一起乘私人飞机抵达阿鲁巴。降落不到四小时后，夫妻二人已向阿鲁巴警方提供范德斯洛特的姓名和住址，称女儿就是和这个人一起离开夜总会。据贝丝所说，假日酒店夜班经理从录像带上认出范德斯洛特，然后告诉她他的全名。夫妻俩和几位朋友同两名阿鲁巴警官一起前往范德斯洛特家中寻找娜塔莉，范德斯洛特起初声称不知道娜塔莉的名字，但之后又称娜塔莉离开夜总会后想去看鲨鱼，所以他们开车前往阿尔希海滩（Arashi Beach）的加利福尼亚灯塔（California Lighthouse）区域，然后在凌晨2点左右把她送回酒店。范德斯洛特还称，霍洛威在下车时摔倒，但拒绝接受他的帮助。他们驾车离开时还看到一名深色皮肤的男子走到她身边，这名男子身上穿着类似酒店保安制服的黑色衬衫。范德斯洛特向警方做出上述供述时，迪帕克·卡尔珀就在一旁，他确认范德斯洛特的说法属实。

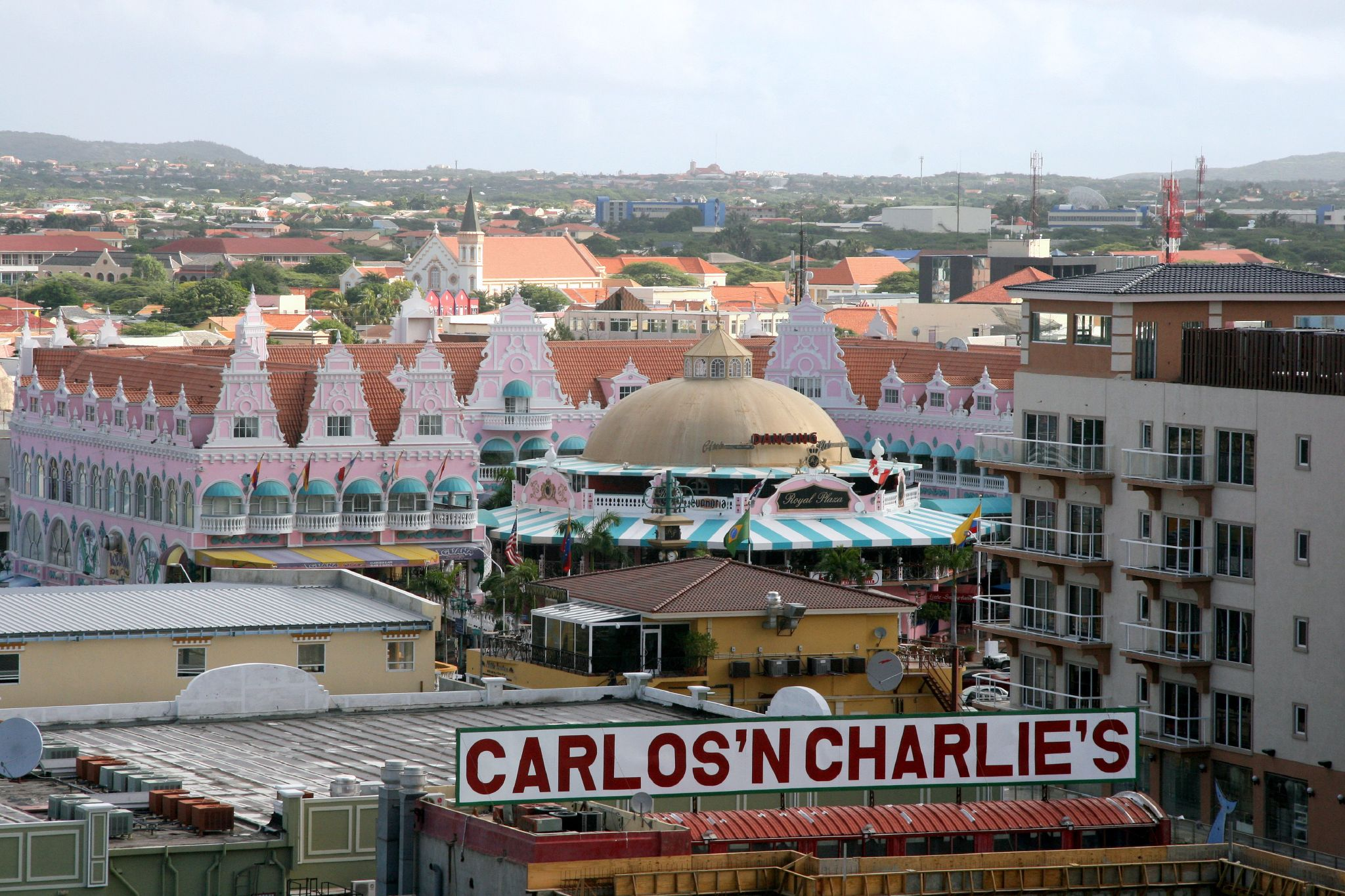
位于奥拉涅斯塔德的卡洛斯和查理夜总会，霍洛威的同学就是在这里最后一次看见她。

有关部门立即着手寻找霍洛威，参加搜索的还有来自阿鲁巴和美国的数百名志愿者。搜寻工作开始当天，阿鲁巴政府还让数以千计的公务员放假前去参加搜索。50名荷兰皇家海军陆战队员仔细搜索阿鲁巴岛海岸沿线。岛上多家银行筹得2万美元资金，并为志愿搜索队提供其它多种形式的帮助和支持。假日酒店主动向贝丝提供住宿，让她住进女儿之前住的同一间房。不过贝丝之后又离开假日酒店，住在附近温德姆酒店的总统套房。
据报导，霍洛威失踪当晚没有出现在假日酒店大堂的监控录像中。不过，贝丝·特威蒂对这些摄像头当晚是否正常运作说法前后不一。她曾于2006年4月19日称假日酒店的监视摄像头在女儿失踪当晚没有正常工作，但在2007年出版的著作中又持完全相反的说法。从立案开始主持调查直至2005年退休时止的警察总监扬·范德斯特拉滕（Jan van der Straten）对此称，霍洛威当晚肯定没有经酒店大堂返回房间。
案件侦查过程中大量搜寻物证，但其中也几次受到假线索的干扰。例如办案人员曾在迪帕克·卡尔珀的车上取得疑似血样，但经过检验却认定这根本就不是血液。
美国执部机构从调查初期就开始大量参与案件调查工作。美国国务卿康多莉扎·赖斯向记者称，联邦政府经常就此同阿鲁巴当局接触。美国国务院另一位官员称，应阿鲁巴政府官员连续多次主动要求，美国正投入大量资源参与案件调查。

### 初期拘捕的多名嫌疑人
6月5日，阿鲁巴警方逮捕尼克·约翰（Nick John）和亚伯拉罕·琼斯（Abraham Jones），怀疑两人绑架并杀害了娜塔莉。两人都曾在假日酒店附近的阿勒格罗酒店（Allegro Hotel）当保安，但该酒店在案发时已停业装修。警方此后一直没有正式公布拘捕两人的原因，但据新闻报导，两人有可能是因范德斯洛特和卡尔珀的陈述被捕。另据报道，被捕的两人经常在不同酒店游荡，勾搭女性，至少一人还曾同执法部门发生事端。6月13日，警方决定不提出起诉，将约翰和琼斯释放。

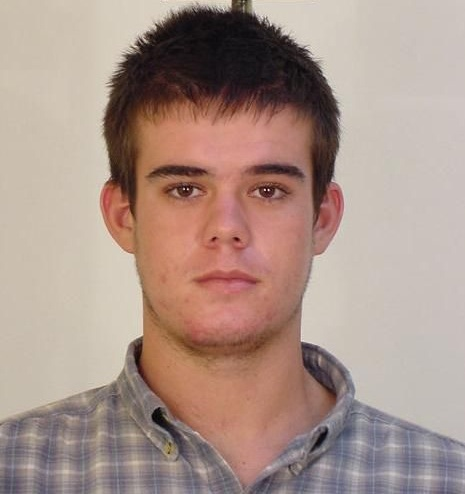
2005年6月警方拍摄的约兰·范德斯洛特照片

2005年6月9日，警方以绑架并谋杀霍洛威的罪名逮捕范德斯洛特和卡尔珀兄弟。根据阿鲁巴法律，办案人员可以在刑事案件调查过程中逮捕有重大嫌疑的调查对象，但要继续羁押嫌疑人，警方必须提供更为充分和严密的证据以供审查。据多姆皮格表示，三人从一开始就是侦破人员的重点调查对象。他还称，霍洛威失踪案发三天后，警方就开始监控三人，除人身监视和电话窃听外还在监控他们的电子邮件。但由于受到霍洛威家人的压力，警方不得不过早中止监控，逮捕三名嫌疑人。
案件调查期间，阿鲁巴司法部发言人大卫·克鲁兹（David Cruz）于6月11日称娜塔莉·霍洛威已经死亡，当局知道尸体的下落。但他之后又收回上述言论，称受到假情报的误导。多姆皮格当晚告知美联社，被捕的三人中已有一人供称他们把娜塔莉带到海滩后“发生了不好的事”，而且正带领警方赶赴现场。次日早上，检方发言人维维安·范德比赞（Vivian van der Biezen）拒绝确认或否认多姆皮格的说法，称案件调查已经到了“非常关键、非常重要的时刻”。
6月17日（星期五），警方又逮捕一名嫌疑人，其身份经之后确认是唱片骑师史蒂夫·格雷戈里·克罗伊斯（Steve Gregory Croes）。范德斯特拉滕向媒体透露，警方是根据被捕三名嫌疑人中一人的供述逮捕克罗伊斯。6月22日，阿鲁巴警方又将约兰·范德斯洛特的父亲保卢斯·范德斯洛特（Paulus van der Sloot）带到警局问话，并在当天将他逮捕。不过，保卢斯和克罗伊斯均于6月26日获释。
在此期间，仍被警方拘留的三名嫌疑人都改变原有说辞。三人都称范德斯洛特和霍洛威当晚是在万豪酒店的海滩附近下车，旁边还有幢渔民棚屋。范德斯洛特声称并没有伤害霍洛威，只是把她留在海滩上。另据萨蒂什·卡尔珀的律师大卫·科克（David Kock）所述，范德斯洛特之后打通萨蒂什的电话，说自己正走路回家，并在40分钟后发来短信。
范德斯洛特受审期间还曾给出第三种说法，称卡尔珀兄弟把他送回家后再驾车同霍洛威离去，但多姆皮格认为这一供述并不可信，称：
（范德斯洛特）最新的说法指向卡尔珀兄弟，这一定程度上只是他在指责别人，希望通过声称自己之前就已下车来凸显（卡尔珀）兄弟俩的嫌疑。但他的说法完全同事实不符，只是想让迪帕克也惹上一身臊。他们为此在法官面前争论不休，各人的说法也不吻合。这个姑娘（指霍洛威）是从阿拉巴马州来的，她可不会和两个黑人男孩一起留在车上。我们觉得第二种说法的可能性较大，他们是在万豪酒店附近下车。

7月4日（星期一），法官在对三名嫌疑人过堂聆讯后决定释放卡尔珀兄弟二人，但警方可以继续拘留范德斯洛特60天。

### 继续搜寻，再度逮捕及释放嫌疑人

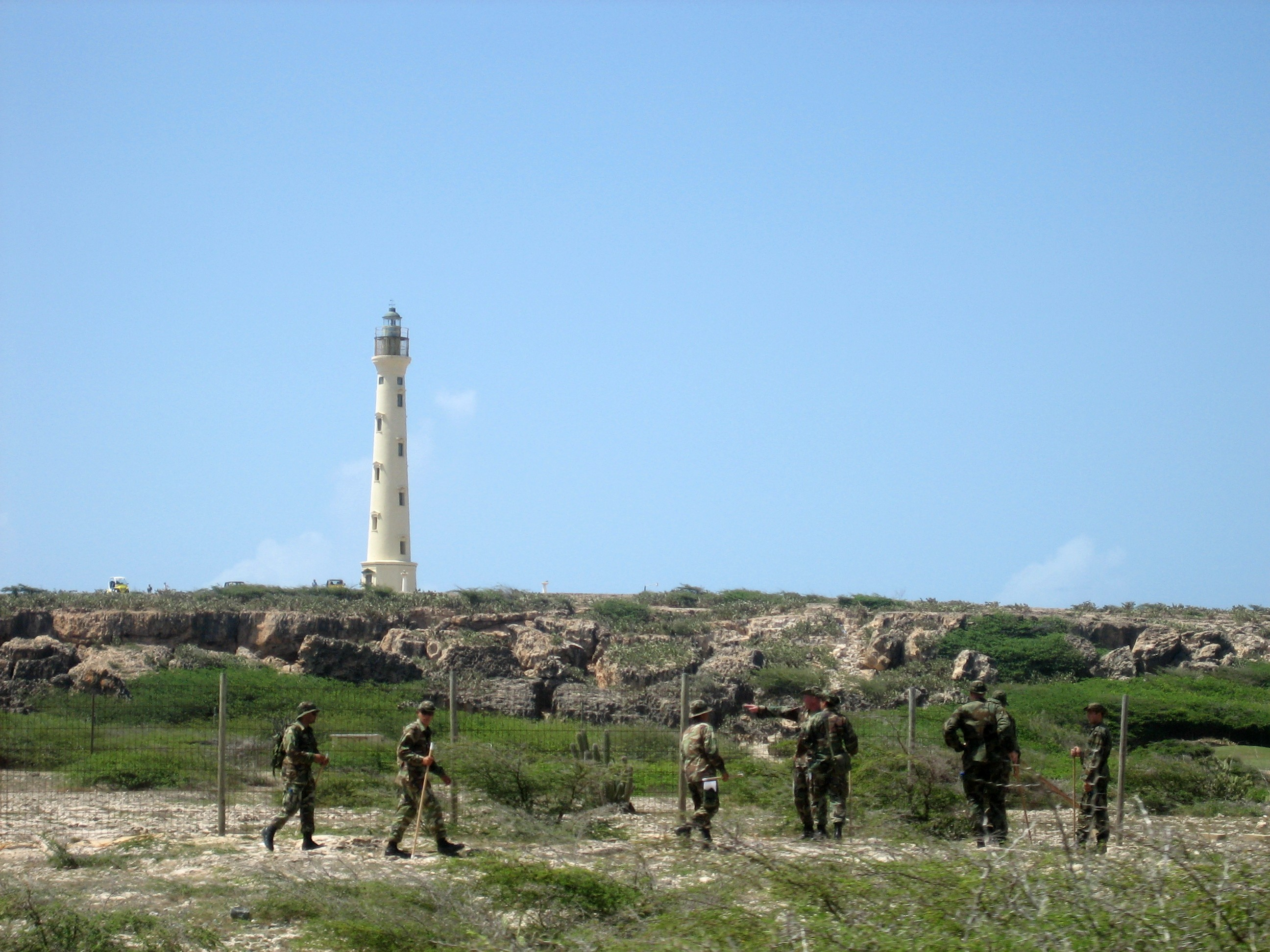
荷兰皇家海军陆战队在加利福尼亚灯塔附近寻找霍洛威。

7月4日，荷兰皇家空军出动三架配有红外线传感器的F-16战斗机协助搜寻，但起初仍然没有结果。2006年3月，有报导称当局正将新近拍摄的照片（估计就是由-16战斗机拍摄）同卫星照片对比，希望能在地面找到微小的地势变化，这有可能就是霍洛威被埋的地方。
2005年7月27至30日，当局在收到举报后把阿鲁巴网球俱乐部位于万豪酒店附近的一口小池塘部分抽乾，据称举报者是该俱乐部的园丁。另据尤格·特威蒂所述，这位园丁自称于5月30日凌晨2点30分至3点看到约兰·范德斯洛特和卡尔珀兄弟乘车进入俱乐部，范德斯洛特在此期间还试图挡住脸，避免被他人认出。曾担任检察官的司法时事评论员、电视记者兼节目主持人南希·格雷斯（Nancy Grace）称这位园丁的证词“给案件带来突破性进展”。另外，还有人自称5月30日下午慢跑时看到多名男子在填埋场掩埋某个金发女子。警方本已在霍洛威失踪后搜索过这片填埋场，但在接到上述线报后，这里又被搜索过三次，其中一次还是联邦调查局动用寻尸犬开展，但每次都一无所获。
2005年7月25日，霍洛威的家人把帮助娜塔莉平安返回的悬赏金从20万提高到100万美元，提供线索帮助找到遗体的悬赏金额也有10万美元。霍洛威失踪后，她的家人马上就悬赏5万美元，希望她平安归来。2005年8月，针对霍洛威遗体下落的悬赏金额又从10万提高到25万美元。
联邦调查局宣布，阿鲁巴有关部门已提供文档、嫌犯审讯纪录及其他证据。由阿鲁巴警方和检察机关人员共同组成的代表团前往联邦调查局位于匡提科的中心实验室，同美方侦察人员交流。办案人员找到一截粘有金色头发的管道胶带，这截胶带之后还经过荷兰及匡提科的实验室检测。但是，联邦调查局之后宣布这并不是霍洛威的头发。
8月26日，卡尔珀兄弟二人再度被捕，一起被捕的还有一名新嫌疑人。这名嫌疑人名叫弗雷迪·阿拉巴兹斯（Freddy Arambatzis），是范德斯洛特的朋友，被捕时21岁，据他的律师所说，阿拉巴兹斯涉嫌的罪名是同未成年女性发生不当关系并拍摄照片，但即便情况属实，事情也发生在霍洛威失踪前。范德斯洛特的母亲安妮塔称，这不过是执法机关孤注一掷地想要逼迫嫌疑人招供，但他们“根本就没有什么好交待的。”警方没有正式说明再次逮捕卡尔珀兄弟的原因，多姆皮格之后称此举是为了向两人施压，让他们招供，但显然无济于事。
2005年9月3日，虽然检方希望能继续拘留嫌犯，但法官还是命令警方释放全部四名嫌疑人，但也要求四人不要离开所在地，继续配合警方工作。9月14日，荷属安的列斯和阿鲁巴联合上诉法院下令取消针对所有嫌犯的行动限制。
约兰·范德斯洛特在获释后的几个月里多次接受采访，阐述他对案情的看法，这其中最引人关注的就是福克斯新闻频道的一次长时间采访，于2006年3月分三个晚上播出。范德斯洛特在采访中声称霍洛威失踪当晚想同他发生性关系，但他因身上没有避孕套而拒绝。他还称，霍洛威当时希望大家都留在海滩上，但他第二天早上必须去学校，所以不能久留。萨蒂什·卡尔珀约在凌晨三点来接范德斯洛特，把霍洛威独自一人留在海滩上。。但是，萨蒂什的律师科克于2005年8月表示，他的当事人那时已经入睡，根本没有驾车前往海滩把范德斯洛特送回家。范德斯洛特还在采访中称，虽然这是霍洛威的要求，但他还是对把这么个年轻女子独自留在海滩上感到惭愧，他一开始没有说实话主要是因为觉得霍洛威肯定很快就会出现。
2006年1月，联邦调查局和阿鲁巴当局在美国走访霍洛威的多名同学，其中有些之前就已接受询问。2006年1月17日，阿鲁巴警方在该岛西北沿海地区的沙丘和万豪酒店海滩附近寻找霍洛威的尸体。此外，当局还在2006年3月和4月再度开展搜索，但仍然没有取得进展。
多姆皮格曾在退出案件调查前不久接受CBS电视网特派记者特洛伊·罗伯茨（Troy Roberts）采访，内容于2006年3月25日播映。多姆皮格在采访中称，霍洛威很可能不是遭他人谋杀，而是饮酒過量或药物中毒致死，然后有人把她的尸体藏了起来。他还称，阿鲁巴为案件调查已经花费约300万美元，其中约40%是警方工作开销。另据多姆皮格所述，有证据表明霍洛威拥有一些药品，只是不足以证明她肯定在服用。霍洛威的家人则称她根本没有服用药品。
2006年4月11日，戴夫·霍洛威出版著作《阿魯巴：娜塔莉·霍洛威不為人知的悲劇故事和天堂裡的腐敗》（Aruba: The Tragic Untold Story of Natalee Holloway and Corruption in Paradise），在书中回顾寻找女儿的经过。该书由同他和·斯蒂芬妮·古德（R. Stephanie Good）和拉里·加里森（Larry Garrison）共同创作。

### 2006年：逮捕新嫌疑人，荷兰接手案件调查
2006年4月15日，杰弗里·范·克隆沃伊特（Geoffrey von Cromvoirt）因涉嫌交易违禁麻醉品被阿鲁巴警方逮捕，检察官还称他有可能同霍洛威失踪案有关。克隆沃伊特首次上庭聆讯后，法官把警方拘留他的时间延长八天，他之后在这个月25日获释。此外，警方还于2006年4月22日逮捕某个姓名首字母缩写为的嫌疑人，但当天就将他释放。
2006年5月17日，阿鲁巴前政客之子圭多·韦弗（Guido Wever）在荷兰因涉嫌协助他人绑架、殴打并杀害霍洛威被捕，然后在乌得勒支接受为期六天的审问。阿鲁巴检方起初打算将韦弗引渡回岛，但检察官之后同韦弗的律师达成交易并将他释放。
应阿鲁巴当局请求，荷兰于2006年9月开始接手案件侦破工作。从鹿特丹获得大量案件纪录后，荷兰国家警察工作组于同月开始着手调查。2007年4月16日，阿鲁巴和荷兰刑侦人员组成的联合调查组开始在岛上展开侦查。

### 嫌犯出书，继续搜寻和侦察
2007年4月，约兰·范德斯洛特和记者威兹达纳·伍科耶维奇（Zvezdana Vukojevic）共同创作的《娜塔莉·霍洛威案》（De zaak Natalee Holloway）在荷兰出版。范德斯洛特在书中详述他对霍洛威失踪当晚的回忆和看法，以及案发后媒体的狂热炒作。他在书中承认一开始没有说实话并道歉，但坚称自己是清白的。
2007年4月27日，约20名侦察人员在范德斯洛特一家位于阿鲁巴的宅邸开始新一轮搜查。荷兰的调查人员搜查了庭院及周边地区，使用铁锹和细金属棒检查泥土。检方发言人范德比赞称，案件调查工作其实一直都在继续，荷兰当局正全面检视案情，寻找新的突破口。检察机关还发表声明，称工作组是根据之前找到的线索决定开展更加彻底的搜查。调查人员称线索同范德斯洛特出的书有关，但没有说明具体事项。保卢斯·范德斯洛特称这次搜查“没有（找到）任何可疑迹象”，侦察人员最后只拿走他和夫人的日记，以及他使用的电脑，之后又把电脑送了回来。
据《阿鲁巴日报》总编乔西·曼苏尔（Jossy Mansur）表示，卡尔珀兄弟和约兰·范德斯洛特在之前受审期间曾互通电话和电子邮件，侦察人员是据此跟进调查。曼苏尔还称，有人看到侦察人员在搜查时检查笔记本电脑。
2007年5月12日，卡尔珀一家的宅邸也受到搜查。卡尔珀兄弟二人起初反对警察和荷兰办案人员进入，因此被拘留约一小时，直到这些人离开后获释。据科克所言，兄弟二人反对此次搜查主要是因为对方没有提供正当理由。范德比赞发布的声明中没有说明办案人员是在找什么，但他们没有从卡尔珀家中取走任何物品。阿鲁巴检方随后发表声明，称此次搜查旨在了解这起罪行有可能是在什么地方发生，又是在什么样的情况下发生。

### 2007年：再次逮捕和释放嫌疑人
2007年11月21日，阿鲁巴侦破人员声称发现新证据并再次逮捕卡尔珀兄弟和约兰·范德斯洛特，怀疑他们涉嫌“误杀或导致霍洛威重伤致死”。卡尔珀兄弟在阿鲁巴被拘，范德斯洛特起初被荷兰当局关押在荷兰本土，之后又转至阿鲁巴单独拘禁。
2007年11月，戴夫·霍洛威宣布为女儿展开新一轮搜索行动，搜寻范围超过之前已经搜索过的海岛周边100米深海域。参与此次搜索的还有“持久号”（Persistence）船只，但由于缺乏进展，搜索工作于2008年2月中止。
2007年11月30日，法官拒绝检方延长拘留时间的要求，下令释放卡尔珀兄弟，两人于次日获释。检方对此提出上诉，法院于同年12月5日驳回上诉，称案件调查虽然已经花费大量时间和花销，但检方提供的证据还不足以直接证明霍洛威死于暴力罪行。2007年12月7日，由于缺乏证据证明霍洛威死于暴力，也没有足够证据说明犯罪嫌疑，范德斯洛特再度获释，检方这次表示不会上诉。
2007年12月18日，检察官汉斯·摩斯（Hans Mos）正式宣布结案，由于缺少证据，当局不会起诉任何嫌疑人。检方还表示，虽然约兰·范德斯洛特和卡尔珀兄弟不再是法律意义上的犯罪嫌疑人，但当局还是会继续对他们保持关注，还称其中一人曾在聊天室发信息说霍洛威已经死亡。检方上述说法引起迪帕克·卡尔珀律师的强烈质疑，称检方在把帕皮阿门托语翻译成荷兰语时误解原意，原话的意思是有某位教师溺毙，同霍洛威无关。律师罗纳德·维克斯（Ronald Wix）也称，除非摩斯能在某个男孩的浴室找到尸体，否则绝对不可能再来实施拘捕。

### 隐秘摄像头，声明及多种说法
2008年1月31日，荷兰罪案记者彼得·R·德弗里斯（Peter R. de Vries）自称已破解霍洛威失踪案，并且会在2月3日荷兰电视台的特别节目中揭秘。贝丝·特威蒂的律师约翰·凯利（John Q. Kelly）在接受ABC新闻采访时称，他觉得德弗里斯所能提供的证据不大可能对案情产生重大影响，并且很快就会被揭穿。
2月1日，荷兰媒体报导称约兰·范德斯洛特已就娜塔莉·霍洛威失踪案招供。范德斯洛特于当天回应称，他同霍洛威失踪一事无关，只是对别人说了对方想听到的话。阿鲁巴检察机关也在当天宣布恢复案件调查。
德弗里斯所说的特别节目于2008年2月3日播出，其中包括荷兰商人帕特里克·范德伊姆（Patrick van der Eem）车上隐秘摄像头和话筒录下的内容节选。范德伊姆有犯罪前科，他是在获得范德斯洛特的信任后录下这些内容。视频中可以看到范德斯洛特吸食大麻，还称霍洛威开始抽搐颤抖、并且对外界刺激没有反应时他就在一旁。范德斯洛特在视频中称，他当时试图帮霍洛威恢复知觉，但徒劳无功。他接下来打电话给朋友，后者帮他处理掉尸体，叫他回家。节目中还称范德斯洛特的这位朋友名叫道瑞（Daury），但他否认范德斯洛特的说法，称自己当时身在位于鹿特丹的学校。
阿鲁巴检方以这卷录像为依据，向法官申请针对范德斯洛特的逮捕令，但法官没有同意。检察官提起上诉，但又于2008年2月14日遭驳回。上诉法院认为，录像带中的说法同案件已有证据不符，同时也不足以扣押范德斯洛特。
2008年2月8日，范德斯洛特在荷兰同阿鲁巴刑侦人员见面。范德斯洛特称自己当时吸了大麻，视频中的供认作不得准，他还坚称自己当晚是把霍洛威留在海滩上自行离开。
2008年3月，多份新闻报导表明局势已向不利于范德伊姆的方向转变，他在接受阿鲁巴电视台采访后也在不知情的情况下被录音。范德伊姆当时误以为摄影机已经关掉，于是向镜头透露自己已是范德斯洛特多年的好友，但他此前在德弗里斯的节目中自称是2007年才结识范德斯洛特。范德伊姆还表示，他本期望通过霍洛威失踪案成为百万富翁，也知道当时是谁处理掉霍洛威的遗体，还称范德斯洛特当时不得不找他借了2000欧元支付此人的封口费。另据荷兰新闻社消息，此时已签下出书合同的范德伊姆得知上述内容被录制下来后“怒不可遏”，并一度威胁采访记者，后者为此还曾寻求法律意见。
2008年6月25日，范德伊姆同··拜尔斯（E.E. Byars）合著的《落水》一书出版（荷兰语）。2008年12月13日，艾德伊姆因涉嫌用撬棍殴打女友，并在逃离警方追捕时犯下危险驾驶罪在荷兰被捕。
荷兰司法心理学家威廉·阿尔伯特·瓦赫纳尔（Willem Albert Wagenaar）曾在某次研讨会上探讨德弗里斯的电视节目，称视频中范德斯洛特的说法还不足以认定成供述。瓦赫纳尔对德弗里斯播映这段视频持否定态度，称这会导致检方更难将嫌疑人定罪，如果德弗里斯在没有播出的情况下把视频素材直接交给有关部门，检方就会在质询范德斯洛特时拥有足够的主动权。瓦赫纳尔还指出，现在检方面临的问题不仅仅是破案，他们甚至无法确定这到底是不是犯罪事件。参加此次研讨会的克里斯基·布兰茨（Crisje Brants）教授同样不认同德弗里斯的做法。
2008年11月24日，福克斯新闻频道播出范德斯洛特的采访视频，后者自称已将霍洛威卖为性奴隶，对方还付款要求他保密。范德斯洛特声称，他的父亲还收买了两个得知霍洛威已被卖往委内瑞拉的警官。但是，范德斯洛特之后又收回上述说法。福克斯新闻频道的节目中还播出一段范德斯洛特提供的音频，据称是他和父亲的电话录音，其内容表明保卢斯知道儿子参与贩卖人口。但据摩斯所说，录音中另一个人的录音不是保卢斯·范德斯洛特，荷兰《电讯报》也在报导中称，几乎可以肯定这不过是约兰自己刻意压低音调说话。2010年2月10日，保卢斯·范德斯洛特因心脏病发去世。
2009年3月20日，戴夫·霍洛威带着搜救犬再度飞抵阿鲁巴，搜索该岛北部的一座小型水库，有证人此前声称他女儿的遗骨可能藏在这里。阿鲁巴当局表示案件并没有新线索，但还是批准戴夫在水库搜寻。
2010年2月23日，有报导称约兰·范德斯洛特在接受采访时表示，他把霍洛威的尸体放在阿鲁巴某个沼泽内。但是，新任首席检察官彼得·布兰肯（Peter Blanken）认为范德斯洛特所说明的地点、时间和人名根本不合情理，当局已经调查过，认定他就是在胡扯。
2010年3月，阿鲁巴当局在接到一对美国夫妇的报告后开展水下搜索。据这对夫妇所说，他们在潜水时拍到某个看起来像人类骨骼遗骸的东西，可能是霍洛威的遗骨，阿鲁巴当局虽出动多名潜水员查探，但还是没有找到仍然遗骨。

### 范德斯洛特向霍洛威的家人勒索金钱
2010年3月29日，范德斯洛特同贝丝·特威蒂的律师凯利取得联系，声称愿意告知霍洛威的死因和遗体所在，但要求对方支付25万美元，并预付2万5000美元。凯利将情况告知联邦调查局，该机构决定安排交易。5月10日，范德斯洛特在荷兰的帐户经电汇收入1万5000美元，他还拿到1万美元现金，过程被阿鲁巴的卧底探员录制下来。然而，当局表示范德斯洛特收钱后提供的根本就是假信息，因为他声称霍洛威尸体所在的那幢房屋在她失踪时根本就不存在。6月3日，美国联邦检察官以敲诈和电汇诈骗罪名在美国阿拉巴马北部联邦地区法院起诉范德斯洛特。检察官乔伊斯怀特万斯（Joyce White Vance）取得拘捕令后转发国际刑警组织。6月30日，范德斯洛特正式受到上述罪名指控。
6月4日，应美国联邦司法部请求，荷兰当局突击检查该国两所民居并收走部分物品，其中一所是记者亚普·阿米兹（Jaap Amesz）的家，他曾采访过范德斯洛特，自称知道对方的犯罪活动。阿鲁巴当局还根据范德斯洛特勒索案所获证据再度搜索某处海滩，但还是没能发现任何新证据。6月14日，戴夫·霍洛威又一次到达阿鲁巴追查新线索。

### 范德斯洛特在秘鲁犯下杀人罪
2010年5月30日，距霍洛威失踪整整五年后，21岁的商学院学生斯蒂芬妮·塔蒂亚娜·弗洛雷斯·拉米雷斯（Stephany Tatiana Flores Ramírez）在秘鲁利马失踪。三天后，侦破人员在范德斯洛特登记入住的酒店房间里找到她的尸体。6月3日，范德斯洛特在智利被捕，再于次日被引渡至秘鲁。同月7日，秘鲁当局宣布范德斯洛特已承认杀害弗洛雷斯·拉米雷斯，说她当时未经许可用了他的笔记本电脑，看到一些会把他和霍洛威失踪案联系起来的信息，他是出于一时愤怒杀害对方。警察局长塞萨尔·瓜迪亚（Cesar Guardia）还称，范德斯洛特曾告知秘鲁警方，他知道霍洛威尸体的下落，表示愿意帮助阿鲁巴当局找到尸体。但瓜迪亚称，此次审讯只围绕发生在秘鲁的案件展开，没有涉及有关霍洛威失踪案的问题。6月11日，范德斯洛特在利马高等法院受到一级谋杀案和抢劫罪起诉。同月15日，阿鲁巴和秘鲁当局宣布已达成协议，允许阿鲁巴的调查人员到秘鲁米格尔·卡斯特罗·卡斯特罗监狱向范德斯洛特问话。据报导，范德斯洛特2010年9月在狱中接受质询时承认阴谋勒索霍洛威的家人，称“她的父母导致我过了五年难熬的日子”，所以想要报复他们。2012年1月11日，范德斯洛特承认杀害拉米雷斯，被判28年有期徒刑。
2010年11月12日，有游客在阿鲁巴凤凰酒店和布巴利沼泽附近的海滩上找到一块颚骨。阿鲁巴检察官彼得·布兰肯表示，岛上的法医专家经初步检测后认为这应该是年轻女性的颚骨。当局把部分骨骼送往海牙的荷兰法医研究所检测。2010年11月23日，阿鲁巴检察长塔科·斯坦宣布，根据牙科记录认定，这不是霍洛威的颚骨，而且也不可能准确判断这到底是男性还是女性的颚骨。

### 法官宣告死亡
2011年6月，戴夫·霍洛威向阿拉巴马州法院递交呈请书，请求法院宣布他的女儿在法律上已经死亡。但是，他的前妻贝丝得知后宣布要反对这项呈请。2011年9月23日，遗嘱检验法官阿兰·金（Alan King）在听证会上做出裁决，称戴夫·霍洛威的请求符合法定死亡宣告要求。2012年1月12日，金法官在第二场听证会上签署法庭令，宣布娜塔莉·霍洛威已经死亡。

### 具爭議性的Oxygen頻道紀錄片
在娜塔莉·霍洛威失蹤11年後的2016年，戴夫·霍洛威聘請私家偵探T·J·沃德，讓他再次檢視案件的所有證據和訊息。T·J·沃德找到線人加布里埃爾（Gabriel），他宣稱於2005年與喬蘭·范德斯羅特的其中一位密友—美國人約翰·魯威克（John Ludwick）—成為室友，而魯威克知道娜塔莉發生了什麼事。加布里埃爾在與美國NBC環球旗下的犯罪節目頻道Oxygen的訪問中，詳盡描述了娜塔莉失蹤當晚的經過，Oxygen將這個訪問製成紀錄片系列並於2017年8月19日播放。據此，調查人員找到幾塊相信是人骨的證物。2017年10月3日，當局宣布根據DNA鑑證，其中一塊骨頭是人骨，但並非屬於娜塔莉·霍洛威。
在節目中，魯威克說他於2010年協助范德斯羅特掘起、敲碎並火化了娜塔莉的骸骨，報酬是1,500美元。2018年2月，貝絲·霍洛威控告節目製作人，她指魯威克這個說法以及節目中的其他宣稱都是捏造渲染，她本人更被誤導提供了自己的DNA樣本作比對，而她並沒有被告知那是為了製作該紀錄片而作的。2018年3月，約翰·魯威克試圖綁架一名女子，該名女性自衛反抗並把魯威克刺死。

### 范德斯洛特认罪
2023年6月8日，正在秘鲁就2010年谋杀斯蒂芬妮·弗洛雷斯·拉米雷斯（Stephany Flores Ramírez）服28年刑期的约兰·范德斯洛特被秘鲁引渡到美国，当天下午2点半抵达美国阿拉巴马州伯明翰伯明翰-沙特尔斯沃思国际机场，到埠后被美国当局逮捕，转送至胡佛城监狱（Hoover City Jail）。6月9日，范德斯洛特就对娜塔莉·霍洛威母亲贝丝·特威蒂进行敲诈及电汇诈骗的两项指控，在伯明翰联邦法院受审，范德斯洛特在庭上不认罪。
2023年10月18日，范德斯洛特在提案书中承认自己因娜塔莉·霍洛威拒绝性交产生愤怒，用在沙滩捡到的一块空心砖拍死了娜塔莉。他表示当局不可能找到娜塔莉的尸体，因为他步行回家前已经把尸体抛进大海。

## 案发后贝丝·特威蒂的举动
贝丝·特威蒂曾多次在接受电视采访时表示，约兰·范德斯洛特和卡尔珀兄弟并没有把所知道的具体情况和盘托出，其中至少有一人曾性侵或强奸霍洛威。特威蒂还称，她收到多份警方纪录副本，表明范德斯洛特曾承认在家里同霍洛威发生性关系，还描绘出一些她身体的私密细节。特威蒂没有将这些纪录的副本外传，只称其中有承认“性侵犯”的内容。但特威蒂和霍洛威家族之前在阿鲁巴聘请的律师文达·德索萨（Vinda de Sousa）表示，嫌疑人没有做出过此类供述。此外，多姆皮格也否认嫌犯曾招供性侵霍洛威，称三人当时一致否认曾与霍洛威发生性关系。
阿鲁巴总理尼尔森·奥杜维尔（Nelson Oduber）曾在案发后向全岛发布电视讲话，重申阿鲁巴一定会尽全力破案。但特威蒂在范德斯洛特及卡尔珀兄弟被捕三天后于2005年6月12日称：“我没有得到任何答复”，还称“我觉得事态和我刚来那天相比没有任何进展。”特威蒂表示，她并不是对阿鲁巴政府没有实际解决问题不满，而是对不知道女儿身上到底发生了什么事感到懊恼。
2005年7月5日，特威蒂在卡尔珀兄弟获释后声称：“昨天获释的两个嫌犯曾对我女儿犯下暴力罪行”，称两人都是“犯罪分子”。这些话引发阿鲁巴民众不满，当晚岛上约有两百居民聚集在奥拉涅斯塔德法院外，手持“证明有罪前就是无辜的”或“尊重荷兰法律，不然就回家去”之类标语抗议特威蒂的言论。萨蒂斯·卡尔珀的律师威胁会将特威蒂的指控诉诸法律，称其言论充满“偏见、煽动和诽谤，而且完全无法接受”。特威蒂为此在2005年7月8日宣读声明，称她是在“绝望和无奈”之下说出那样的话，“如果我的家人在任何情况下令您感到冒犯，那么我谨向阿鲁巴人民和当局致歉。”
特威蒂坚持认为范德斯洛特和卡尔珀兄弟同女儿失踪有关，拒绝考虑其他可能。卡尔珀兄弟向法院起诉特威蒂，称她曾在多个电视节目中指控他们和范德斯洛特“性侵”或“轮奸”她的女儿。
特威蒂在部分事情上前后不一的陈述（例如假日酒店监控摄像头当晚是否正常工作的说法）也引来批评。阿鲁巴主要面向游客发行的《今日阿鲁巴报》（Aruba Today）编辑朱莉娅·伦弗洛（Julia Renfro）是在美国出生，她在案件调查初期同特威蒂成为朋友。据伦弗洛所述，特威蒂倾向于相信八卦媒体的报导，她的“举动从一开始就很古怪”。伦弗洛指出，特威蒂几乎立刻就认定女儿是被绑架，甚至没有花气力向医院和警方查询，而且她经过短短几天就认为约兰·范德斯洛特是案件责任人，并多次接受电视采访称她知道女儿肯定是被轮奸和谋杀。
2007年10月2日，特威蒂以“贝丝·霍洛威”之名创作的《挚爱娜塔莉：母亲希望和信念的证明》（Loving Natalee: A Mother's Testament of Hope and Faith）一书正式出版，她在2006年12月同尤格离婚后就开始使用这个名字。
 我们想要的是公道。而且你知道，我们必须承认，阿鲁巴岛上发生过这起罪行，而且我们也知道凶手是谁。我们知道是那几个嫌犯，迪帕克和萨蒂什·卡尔珀兄弟，还有约兰·范德斯洛特。我们必须坚持下去，因为只有我们一直坚持，才能为娜塔莉讨回公道。如果我们放弃，就什么都没有了，都没了。
——贝丝·霍洛威
德弗里斯的节目播出后，贝丝认为录像带中反映的情况应该是真实的。她在接受《纽约邮报》采访时称，如果范德斯洛特当时求救，她的女儿这时很可能还活着。她认为范德斯洛特把她女儿的尸体扔进了加勒比海，而且当时霍洛威有可能还没死。贝丝还称，范德斯洛特当晚是打电话给父亲保卢斯，再由他“精心策划下一步该怎么做。”贝丝和戴夫·霍洛威都声称约兰·范德斯洛特受到“法律的特别优待。”上诉法院驳回检察官的上诉，拒绝再度批捕范德斯洛特后，贝丝又表示她对范德斯洛特的人生仿佛人间地狱感到欣慰，之后还称希望约兰身陷《午夜快车》中那样的监狱。
女儿失踪后，贝丝·霍洛威组建非营利组织国际安全旅游基金会，旨在“告知并教导公众，帮助他们更加安全地出国旅行”。她还通过纳什维尔讲师团发布广告，以公共演说自我推销。
2010年4月，贝丝宣布名为“求救360”（Mayday 360）的服务计划，旨在立即为在海外陷入困境的年轻人提供帮助。她还称，如有必要，会出动对相应国家有具体了解的前联邦探员前往协助。2010年5月，贝丝宣布娜塔莉·霍洛威资源中心会在位于华盛顿哥伦比亚特区的美国国家犯罪与刑罚博物馆设立，该中心于6月8日起开放，旨在向失踪人士的家人提供帮助。
虽然贝丝·霍洛威在案情出现新进展后又多次在电视上露面，但应联邦调查局要求，她不再在节目中谈论女儿或斯蒂芬妮·塔蒂亚娜·弗洛雷斯·拉米雷斯被害案的案情。

## 针对案情调查过程的批评

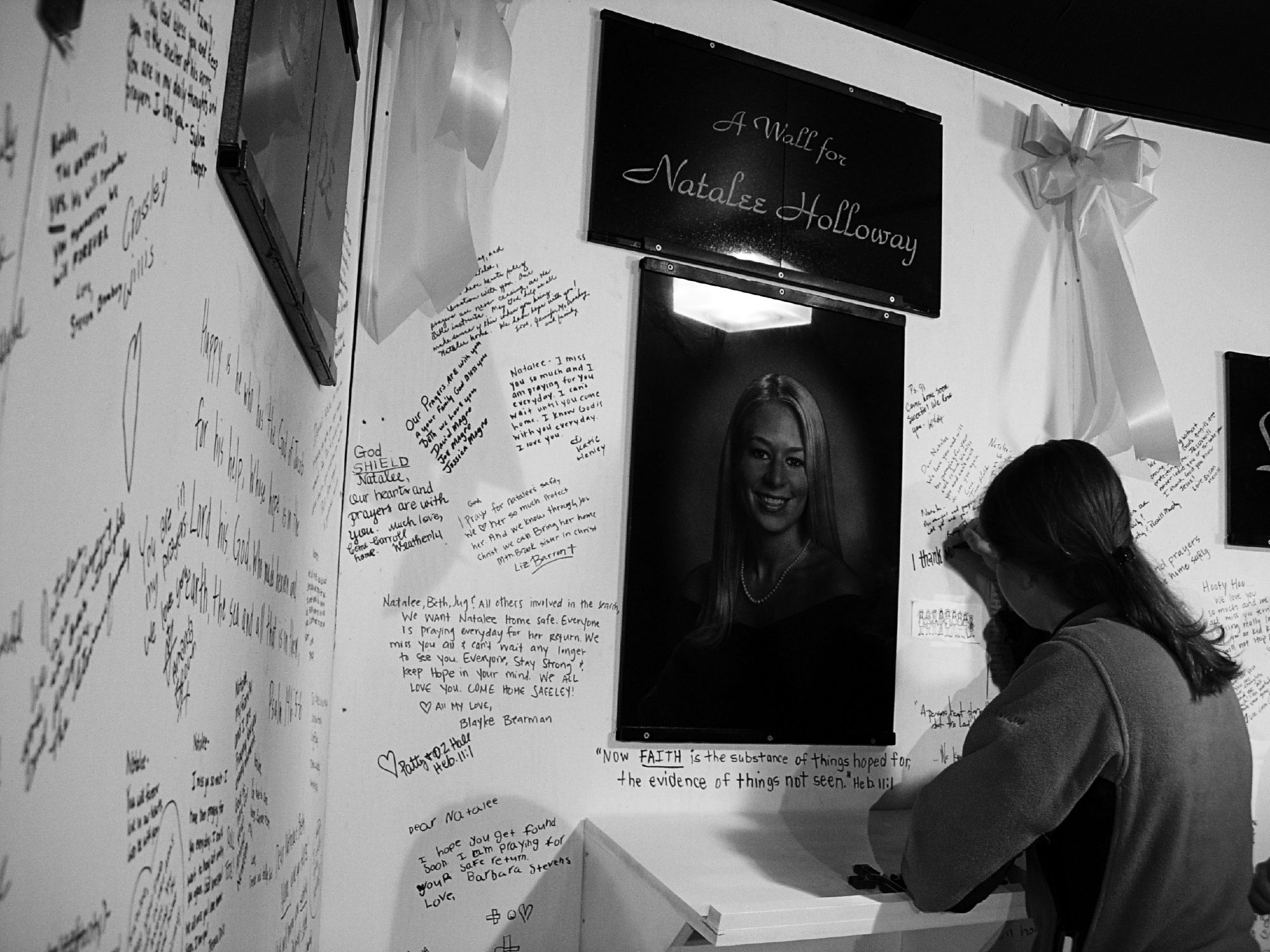
一名青年女子正在为支持霍洛威而竖立的祷告墙上签字。

特威蒂一家及其支持者批评阿鲁巴警方在案件调查方面缺乏进展。但是，特威蒂一家在阿鲁巴的作为也受到批评，称他们极力掩盖任何可能对霍洛威品格形象不利的证据，不但要求她的同学对案情保持沉默，还多次在媒体访谈过程中宣扬他们对案情的看法，但特威蒂一家否认上述指控。
特威蒂一家起初并不倡导抵制阿鲁巴旅游业的立场，但这种情况在2005年9月发生变化。贝丝此时呼吁人们不要前往阿鲁巴或其它荷兰领地旅游，称这些地方对游客存在安全问题。阿拉巴马州州长鲍勃·赖利也于2005年11月8日在新闻发布会上表态支持特威蒂，呼吁该州居民及其他人抵制阿鲁巴。赖利还致信其他多个州的州长寻求支持，乔治亚州和阿肯色州州长之后同样加入呼吁人们抵制阿鲁巴的行列。宾夕法尼亚州费城市议会经投票表决，要求州长公开呼吁抵制，但州长没有同意，抵制活动也没有得到联邦层面支持。
阿拉巴马州的部分国会议员也支持抵制活动，其中包括代表芒廷布鲁克所在第六国会选区的共和党联邦众议员斯宾塞·巴卡斯，他还曾在亚拉巴马州参议院和众议院任职。联邦参议员理查·谢尔比也在写给美国旅行社协会的信中表态支持抵制。谢尔比称：“站在我们人民的安全和福祉角度考虑，我觉得我们无法相信自己身在阿鲁巴时会得到（妥善）保护。”阿鲁巴总理奥杜维尔表示，阿鲁巴侦察人员已竭尽全力破解谜团，称美国方面的抵制“是荒谬可笑且不负责任的行为。我们不是游击队，也不是恐怖分子，我们不会对美国或是阿拉巴马州构成威胁。”
阿鲁巴酒店和旅游协会、阿鲁巴旅游局、阿鲁巴招待和安全基金会、阿鲁巴商会，以及包括公关部代表鲁本·特拉朋伯格（Ruben Trapenberg）在内的多名政府官员组成“阿鲁巴战略传播工作组”，集体应对那些他们认为针对阿鲁巴且毫无根据的负面说辞。该工作组还发布新闻稿并派代表接受媒体采访，同阿鲁巴政府一起反对抵制该岛的举动。

### 《菲尔医生》播映的录像带以及随后的法律诉讼
2005年9月15日，《菲尔医生》（Dr. Phil）节目中出现采访迪帕克·卡尔珀（Deepak Kalpoe）的视频片段，这段视频是用隐藏镜头摄制，显示卡尔珀回答：“她做了，你都想不到有多容易”，意指霍洛威同卡尔珀兄弟及范德斯洛特三人都发生了性关系。这段录像由私家侦探杰米·斯克特斯（Jamie Skeeters）提供，在电视上播映后许多媒体都预测当局会再度逮捕几名嫌疑人，多姆皮格当时也称只要录像带合法，卡尔珀兄弟和范德斯洛特就很可能会再度被捕。
阿鲁巴警方随后找出更加完整的视频版本，但卡尔珀在视频中的说法同《菲尔医生》节目中的说法不符，很显然电视上的版本断章取义，曲解了当事人的原意。为阿鲁巴政府工作的某位非正式发言人兼评论员称，录像带显示卡尔珀摇头并称“没有，她没做”，否认霍洛威曾与他和另外两名男子发生性关系。另据报导，视频中最关键的字眼根本听不清，主持人丽塔·考斯比（Rita Cosby）质疑卡尔珀是否真的说过《菲尔医生》节目版本视频中那些话。
2006年12月，卡尔珀一家在洛杉矶以诽谤罪起诉《菲尔医生》节目和斯克特斯（斯克特斯于2007年1月去世）。贝丝·特威蒂和戴夫·霍洛威于是也向同一法院提起诉状，以过失致人死亡罪控告卡尔珀兄弟。2007年6月1日，法院以缺乏个人司法管辖权为由拒绝受理过失致人死亡罪诉讼，诽谤罪原计划在2011年10月12日开庭审理，之后又延迟到2015年4月。贝丝和戴夫还曾在保卢斯和约兰·范德斯洛特父子抵达纽约期间向该市法院起诉两人，法院于2006年8月决定不予受理，理由是司法审判地不便。
2005年11月10日，保卢斯·范德斯洛特在起诉阿鲁巴政府不正当拘禁的官司中获胜，摆脱犯罪嫌疑人身份的同时，还得以追回之前获得的政府合同。保卢斯接下来更进一步，要求政府对他的不当逮捕向他和家人提供经济补偿。下级法院支持原告立场，但损失赔偿裁决被上级法院推翻。

### 阿米格欧新闻的报导
2007年7月，阿米格欧新闻网发文报导对伦弗洛和多姆皮格的采访。两人称，阿鲁巴当局在案件调查过程中受到美方官员的系统性阻挠。同时失踪案发还不到一天，就有医疗转运飞机未经当局许可飞抵阿鲁巴，并在岛上停留数天，准备在找到霍洛威后立即带她飞离阿鲁巴，不再知会当局。伦弗洛还称，她和贝丝曾于2005年6月2日接到神秘女性来电，要求贝丝以金钱换取女儿所在地址，宣称是霍洛威不想和母亲回去。伦弗洛接下来同另一个美国人一起带着钱到达某个吸毒及贩毒人员频繁活动的房屋，之前的消息称霍洛威就在这里，但他们到场后却发现尤格·特威蒂已经抵达，在周围“引起骚动和恐慌”，最终他们都一无所获。特威蒂一家否认伦弗洛的说法，贝丝谴责伦弗洛就是个“女巫”。

### 改编电影
2009年4月19日，根据贝丝·霍洛威《挚爱娜塔莉》一书改编的电视电影《娜塔莉·霍洛威》（Natalee Holloway）在终身电影联播网播出。片中娜塔莉·霍洛威一角由艾米·古麦尼克（Amy Gumenick）饰演，特蕾西·波伦（Tracy Pollan）出演贝丝·霍洛威（贝丝·特威蒂），格兰特·秀扮演乔治·“尤格”·特威蒂，雅克·斯特瑞多姆（Jacques Strydom）饰演约兰·范德斯洛特。电影是在南非摄制，剧情上主要再现2005年娜塔莉·霍洛威失踪当晚的事件及之后的调查过程。
电影中的悬案同样未破，并根据不同嫌犯及证人的证词反复设想案发当晚的实际情况，这其中就包括范德斯洛特的证词。节目首播时共吸引320万观众收看，尼尔森收视率创下电视台成立11年来新高。影片所获评论褒贬不一，《伯明翰新闻报》（The Birmingham News）的亚历克·哈维（Alec Harvey）称影片既凌乱又不平衡，虽然这起悲剧让美国持续关注数月之久，但搬上荧光屏后却让人过目即忘。不过，网站的杰克·米尼（Jake Meaney）认为电影表现的“冷静和清醒”令人称奇，并称赞特蕾西·波伦在片中的出色演出。

## 传媒报道

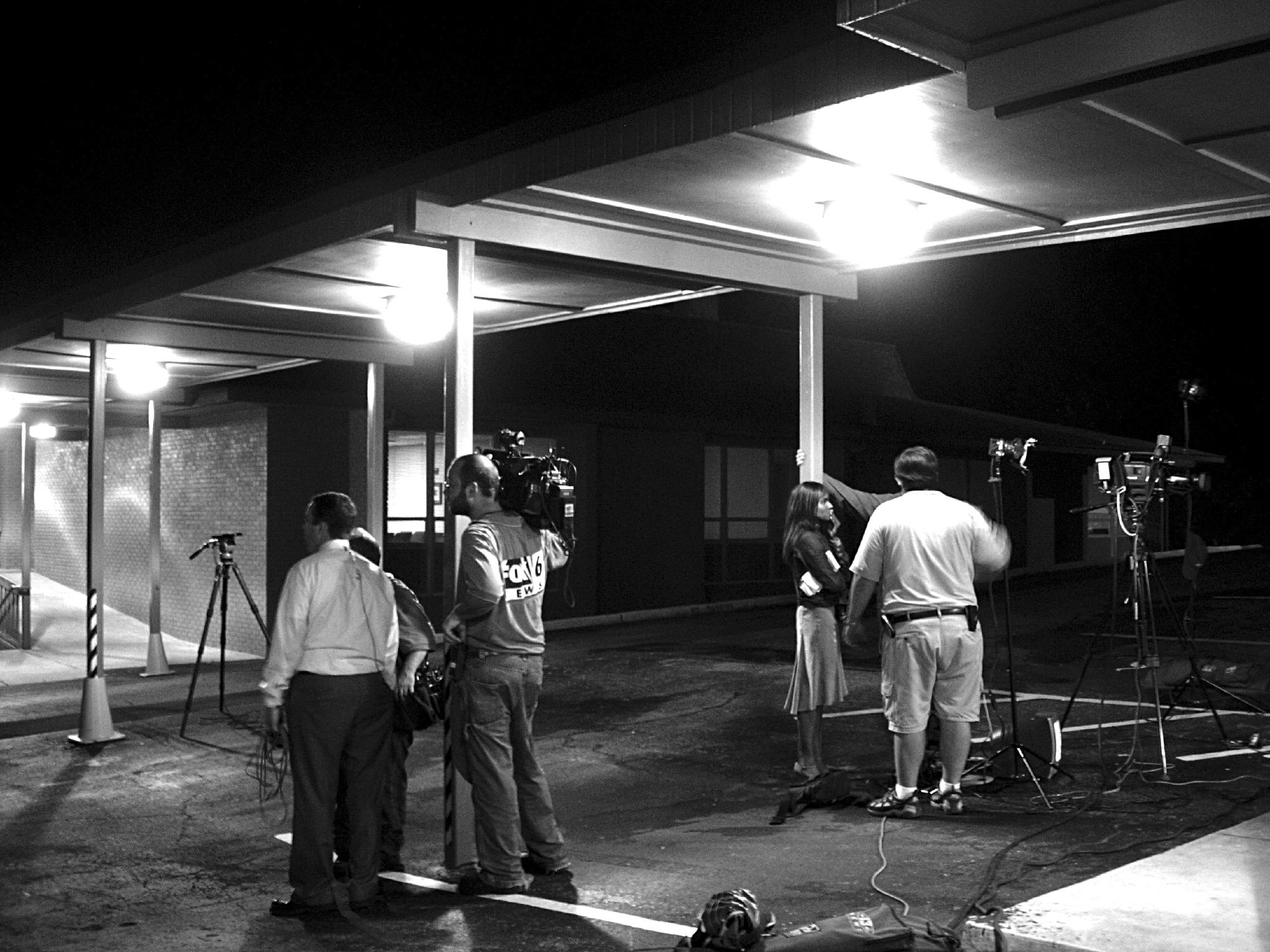
2005年6月10日，报道霍洛威失踪案的新闻从业人员。

美国各大电视联播网都为这起失踪案投入大量节目时间，详细报导搜索、案件调查及相关传闻。在所有花费大量时间报导事件的电视人中，又以福克斯新闻频道《记录在案》（On the Record）节目主持人格蕾塔·范叙斯特伦（Greta Van Susteren）和头条新闻台的南希·格雷斯最具影响。范叙斯特伦几乎连续不断地报导案件，令《记录在案》收视率创下历史新高，至今仍未打破。格雷斯的节目则成为头条新闻台黄金时段的王牌节目，每晚都会在黄金时段播出两期，其中一期现场直播，另一期为重播。随着案情陷入胶着，人们的关注点大多转移到贝丝·特威蒂和她发表的声明上。阿鲁巴政府发言人特拉朋伯格对此称：“案件仿佛到了显微镜下，全世界都在关注。”
大量的媒体报导也引来评论界反弹，称这是“失踪白人女性综合症”的典型体现，即媒体对白人女性失踪案的关注度要远远超过白人男性或有色人种失踪案。批评其它电视台用大量时段报导事件，但其中却没有什么新的内容，新闻主播安德森·库珀称如此大量的报导实在“荒谬透顶”。
政治评论员兼专栏作家阿里安娜·赫芬顿曾在案发后不久表示，“如果观众完全只是从电视上获得消息，那么他们会以为国家现在面临的首要问题就是有个叫娜塔莉的18岁女孩在阿鲁巴失踪了。要是出现这类新闻（比如说迈克尔·杰克逊又怎么了之类），我就会在事情结束后想，终于可以松口气儿了，现在咱们来点真正的新闻吧，但我们偏偏就是记不住教训。”
2008年3月，《阿鲁马日报》发文称，拉丁裔失踪案的关注度往往无法持续，这类案件通常也不会得到其他族裔失踪案那么高的关注度和那么多的资源。比如说，英语媒体往往更关注失踪白人女性的故事，比如娜塔莉·霍洛威在阿鲁巴失踪一案。但要是拉丁裔或非裔女性失踪，即使是有报导，人们也未必会看到她们的脸。
CBS电视网资深记者丹娜·沃克（Danna Walker）认为，虽然有批评称这起案件之所以会成为新闻只不过是因为当事人是漂亮的白人女性，新闻工作者应该把注意力转移到别的地方，发掘别的新闻。但实际上并非如此，“这是大新闻，美国女孩在历险时失踪了，再也没有回来。这是很大的谜团，人们会认同这点。”
《早安美国》节目主播克里斯·科莫（Chris Cuomo）认为他在节目中对霍洛威案的大量报导并无不妥：“我觉得自己无权去评判观众想看什么……如果他们说：‘我想知道这女孩怎么了’……那我也想帮他们找到答案。”
霍洛威的家人认为媒体对此案的报导力度还不够强。美国媒体对这起失踪案的报导一度饱和，但到了2005年8月下旬，来势汹汹的飓风卡特里娜开始大量占据报导空间。贝丝·特威蒂和戴夫·霍洛威声称，正是这场飓风令阿鲁巴当局有了喘息的机会，所以才会释放嫌犯。但是，约兰·范德斯洛特羁押司法审查的截止日期在飓风来袭很久前便已确定。
戴夫·霍洛威在同他人合著的书中感叹：
本来全世界都在关注娜塔莉，但飓风卡特里娜改变了这点，虽然持续时间不长，但仍为约兰和卡尔珀兄弟打开了回家的大门……昨天，所有的新闻节目都在追踪我们的一举一动，但现在一切都变了，都在紧盯下一个收视率高峰：飓风卡特里娜的受害者。